# Göncz Lajos (teniszező)
Göncz Lajos (Kőszeg, 1887. június 16. – Budapest, 1974. október 14.) magyar teniszező, edző, olimpikon, szakíró. Az 1990−2000 közötti magyar köztársasági elnök, Göncz Árpád apja, Göncz Kinga pszichiáter, politikus nagyapja.

## Családja
Nemesi családban született, apja gönci Göncz Árpád (1858−1928) posta- és távírda-igazgató Csáktornyán, anyja mankóbüki Fejér Natália (1870−1943). Négy testvére volt, Etelka, Natália, Emma és Gabriella. Felesége az erdélyi származású Haimann Ilona (1892−?).

## Munkája
Apja példáját követve a Magyar Királyi Posta alkalmazásába állt. 1906-ban posta- és távírda-gyakornok, 1907-ben posta- és távírdatiszt, 1918-ban posta- és távírdfőtiszt.
1914. januárban Pécsre vezényelték, majd az első világháború idején tábori postaszolgálatot látott el, és kitűnő szolgálata elismeréséül 1916 májusában az arany érdemkereszt a vitézségi érem szalagján kitüntetést kapta I. Ferenc Józseftől.

## Sportpályafutása
1907-től vett részt teniszversenyeken. 1910-ben nyerte első olyan versenyét, amelynek híre a sajtóban is megjelent, amikor Balatonlelle bajnoka lett. Aktívan részt vett a tenisz sportéletének fejlesztésében is. 1912-ben a Magyar Atlétikai Klub lan-tenisz szakosztályának jegyzője lett. 1913-ban győzött a pöstyéni versenyen.

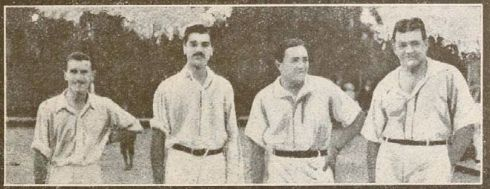
Az 1914. évi magyar bajnokság résztvevői (Göncz Lajos, Zsigmondy Jenő, Kehrling Béla, Kelemen Aurél)

Amikor 1914-ben munkájával kapcsolatban Pécsre helyezték át, ebben az időszakban a pécsi teniszéletet is fellendítette. Azonnal átvette a tenisz szakosztály vezetését. Május 4-én a szigetvári teniszpályák avatásán bemutató mérkőzést játszott Krasznay Miklós ellen. Abban az évben már pécsi versenyzőként Budapesten megnyerte egyéniben és párosban is a BBTE versenyét, majd júniusban a fővárosban rendezett nemzetközi versenyen harmadik lett. Az egyik fő szervezője volt 1914-ben az első pécsi nemzetközi teniszversenynek, amely egyben Pécs és a Dunántúl bajnoksága is volt, és e versenyen a Dunántúl bajnokságát egyesben és párosban is megnyerte.
1922-ben megnyerte a Rakovszky István-vándordíjat, később Hamburgban a város bajnokságát. 1923-ban egyaránt a harmadik helyen végzett Budapest fedettpályás, és szabadtéren rendezett teniszbajnokságán.
1924-ben Kehrling Béla mögött második lett Budapest bajnokságán, és eredményei alapján tagja lett a magyar olimpiai válogatottnak. A párizsi olimpián egyesben az első körben erőnyerő volt, a második körben viszont vereséget szenvedett a tízszeres Grand Slam-győztes, későbbi világranglista 1. helyezett francia René Lacoste-tól, így csak a 33. helyen végzett. Párosban Kirchmayer Kálmánnal az első fordulóban a többszörös amerikai bajnok, wimbledoni teniszbajnokság és Davis-kupa-győztes Norris Williams−Watson Washburn párossal kerültek szembe, és szenvedtek vereséget.
1925-ben beválogatták a magyar Davis-kupa-csapatba, és ebben az évben az élen végzett Kolozsvár bajnokságán. 1926-ban megnyerte Budapest bajnokságát, majd bejutott a Schmied Ödön-emlékverseny döntőjébe, ahol 1−1-es szettállásnál egy bírói döntést vitatva visszalépett a versenytől.
1927. áprilisban jelentette be, hogy 20 év után visszavonul az aktív versenyzéstől, és ezután a tenisz oktatásával és népszerűsítésével foglalkozik. Olyan tenisziskolát nyitott a Margit-szigeten, amilyen abban az időben csak Párizsban és Cannes-ban volt Suzanne Lenglen vezetése alatt. A pályán a fiatalok oktatása mellett neves és ismert személyeket is bevezetett a játék rejtelmeibe. Tanítványai közé tartozott Bethlen Margit grófnő, és a Miss Európa címet is elnyerő Simon Böske is. Több tehetséges fiatal került ki a keze alól, többek között az 1934. évi felnőtt magyar bajnok, Horváth Zizi. A Testnevelési Főiskola előadó tanárrá nevezte ki.
1928 januárjában megalakult a Magyar Tenniszoktatók Országos Egyesülete, amely elnökének választotta. Ebben az évben jelent meg A tenniszjáték iskolája című könyve.
1930-ban olaszországi tanulmányúton vett részt, és az ottani teniszoktatásról szerzett tapasztalatairól a Budapesti Hírlap hasábjain is beszámolt, és nyilvánosságra hozta tréningprogramját is. 1931-ben szövetségi trénerré nevezték ki. 1934-ben az állami Tenniszoktató Vizsgáló Bizottság tagjává nevezték ki. 1935-ben az első állami teniszoktató tanfolyam előadó-oktatója volt. Oktatói tevékenysége nemzetközi hírűvé vált, ennek eredményeként 1935-ben vendégelőadóként Olaszországba hívták, ahol a trénerek továbbképző tanfolyamán tartott előadásokat, majd az olasz szövetség felkérésére egy teljes kurzust vezetett le a legfiatalabb olasz tehetségek számára.

## Megjelent könyve
- Göncz Lajos: A tenniszjáték iskolája, Athenaeum Irodalmi és Nyomdai Rt., Budapest, 1928. 126 o. ill.[47]

## Publikációi
Több színes, olvasmányos cikkben számolt be a Pesti Hírlap hasábjain az 1931-es wimbledoni teniszbajnokságról, valamint a Pesti Naplóban az olasz teniszsportról.
- Göncz Lajos (1930. április 6.). „Utánpótlás a tenniszsportban”. Budapesti Hírlap 50. (79.), II. melléklet. o. (Hozzáférés: 2016. augusztus 10.)
- Göncz Lajos (1931. június 28.). „Wimbledon”. Pesti Hírlap 53. (144.), 19.. o. (Hozzáférés: 2016. augusztus 10.)
- Göncz Lajos (1931. július 2.). „Amerikai döntő Wimbledonban”. Pesti Hírlap 53. (147.), 14.. o. (Hozzáférés: 2016. augusztus 10.)
- Göncz Lajos (1931. július 3.). „Német döntő Wimbledonban a női egyes világbajnokságért”. Pesti Hírlap 53. (148.), 15.. o. (Hozzáférés: 2016. augusztus 10.)
- Göncz Lajos (1931. július 4.). „Cilli Aussem a hölgy világbajnok”. Pesti Hírlap 53. (149.), 19.. o. (Hozzáférés: 2016. augusztus 10.)
- Göncz Lajos (1936. november 29.). „Az olasz tenniszélet”. Pesti Napló 87. (274.), 37.. o. (Hozzáférés: 2016. augusztus 10.)
- Göncz Lajos (1936. december 25.). „A pénzdíjazás az olasz tenniszsportban”. Pesti Napló 87. (295.), 72.. o. (Hozzáférés: 2016. augusztus 10.)
- Göncz Lajos (1937. január 3.). „Az olasz tenniszpályák”. Pesti Napló 88. (2.), 46.. o. (Hozzáférés: 2016. augusztus 10.)